# Шмид, Герман Теодор
Ге́рман Теодо́р Шмид (нем. Hermann von Schmid; 30 марта 1815 — 19 октября 1880) — австрийский и немецкий писатель, драматург, юрист, директор театра. 

## Биография
Герман Теодор Шмид родился в Вайценкирхене, изучал право в Мюнхене. После получения учёной степени служил в мюнхенском суде, но за участие в движении 1848 года был уволен в 1850 году (в том же году от него ушла жена), начав работать частным юристом и одновременно обратившись к литературе. 
Первую драму написал в 1843 году. Его трагедии, собранные в «Dramatische Werke» (1853), не имели большого успеха. Очень популярным в среде немецких читателей сделали его имя его исторические романы об Австрии и Баварии и особенно появлявшиеся в «Gartenlaube» рассказы из баварской народной жизни, имевшие большой успех, но уже с точки зрения критики конца XIX века весьма условные. В 1869 году получил Орден Заслуг Святого Михаила за свою литературную деятельность. Шмид также был с 1870 года был директором мюнхенского «Народного театра», для которого он писал пьесы из простонародной жизни, и профессором истории литературы в Мюнхенской консерватории. В 1876 году получил Орден Гражданских заслуг Баварской короны и был возведён в личное дворянство.
В его «Gesammelte Schriften» (1867—1871, 27 томов; продолжение, 1881—1884, 18 томов) вошли не все его произведения; из них наиболее известные: «Das Schwalberl» (1861); «Alte und neue Geschichten aus Bayern» (1861); «Der Kanzler von Tirol» (1862); «Almenrausch und Edelweiss» (1864); «Bayrische Geschichten aus Dorf und Stadt» (1864); «Im Morgenrot, eine Münchener Geschichte» (1864); «Friedel und Oswald» (1866); «Mütze und Krone» (1869; по мнению некоторых критиков, лучшее произведение Шмида); «Die Türken in München» (1872); «Concordia» (1874); «Der Bauernrebell» (1876); народные пьесы: «Der Tatzelwurm» (1873); «Die Auswanderer» (1875), «Vineta» (1875).